# 青春 (かぐや姫の曲)
「青春」（せいしゅん）は、第2期かぐや姫のデビューシングル。ここでは、2003年に発売されたマキシシングル盤についても記述する。
今作は北山修での作詞を希望したが、諸事情により伊勢正三が作詞した。
このシングルに収録された「青春」はアルバム『はじめまして』とは違うバージョンで、大柿隆がアレンジしているが、アルバムでは小山恭弘がアレンジしている。シングルバージョンは滅多にCD化されず、2004年に生協で地域限定販売された2枚組CD『かぐや姫 神田川〜青春』（日本クラウン CRC-1339/1340）と、2011年発売のベスト・アルバム『かぐや姫 ベスト〜神田川・赤ちょうちん〜』（日本クラウン CRC-1606）、2017年発売の解散後のシングルを除く、第二期活動期と2000年の再結成時の「青春の傷み」までのシングルAB面を収録した「シングルコレクション」に収録されている。
後にキリンビバレッジ「生茶」のCMソングに使われてCDシングルとなったが、この再シングル化に際してもシングルバージョンではなく、アルバムバージョンで再シングル化されており、オリジナルレコードシングル盤のB面曲である「山椒哀歌」が収録されている『メンバーズ大全集』（クラウンCRCP50025〜50045）にも未収録である。

## 収録曲

### オリジナル盤
- 全作曲：南こうせつ　編曲：大柿隆

1. 青春
  - 作詞：伊勢正三
2. 山椒哀歌
  - 作詞：喜多条忠

### 2003年盤
1. 青春
  - 編曲：小山恭弘
  - アルバム『はじめまして』収録のバージョン。但し、冒頭スタッフのフリからホイッスル、ハーモニカ部分がカットされている。アルバムバージョンのシングルバージョンと言う複雑なバージョン
2. アビーロードの街
  - 作詞・作曲：山田つぐと 編曲：石川鷹彦
  - シングル「僕の胸でおやすみ」（1973年）のB面曲。
3. けれど生きてる
  - 作詞・山田つぐと　作曲：南こうせつ 編曲：木田高介
  - アルバム『かぐや姫さあど』（1973年）収録曲。
4. おもかげ色の空
  - 作詞：伊勢正三　作曲：南こうせつ 編曲：石川鷹彦
  - アルバム『かぐや姫フォーエバー』（1975年）収録曲。